# Jesús Abad Colorado

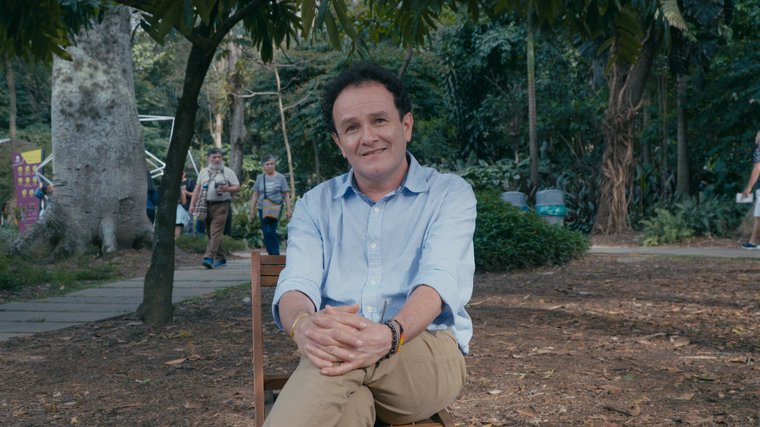
Jesús Abad Colorado (2019)

Jesús Abad Colorado López (* 22. Juni 1967 in Medellín, Kolumbien) ist ein kolumbianischer Fotojournalist. Seine Arbeiten beinhalten das Thema Menschenrechte und den bewaffneten Konflikt in Kolumbien.

## Leben
Selbst Kind einer vom Land vertriebenen Familie, hat Jesús Colorado seine Augen, Ohren und Kamera ganz in den Dienst der Opfer des jahrzehntelangen Konflikts in Kolumbien gestellt. Zigtausende Fotos hat er in den letzten 25 Jahren geschossen, Massaker, Flucht und Gräueltaten dokumentiert, Porträts vor allem von Frauen, Kindern und alten Menschen abgelichtet.
Er erhielt einen BA in Kommunikation von der Universidad de Antioquia. Von 1992 bis 2001 arbeitete er als Fotograf für die Tageszeitung El Colombiano in Medellín. Seine Arbeiten wurden in unzähligen Ausstellungen, national wie international gezeigt. Er ist Co-Autor von zwei Büchern, Relatos e Imágenes: El Desplazamiento Forzado en Colombia („Erzählungen und Abbildungen: Zwangsumsiedlungen in Kolumbien“) und Desde la Prisión, Realidades de las Cárceles en Colombia („Aus dem Gefängnis, Realitäten der Gefängnisse in Kolumbien“) und hat an vielen anderen Büchern zum Thema Menschenrechte mitgearbeitet.
Sein fotografisches Archiv befasst sich mit erzwungener innerer Vertreibung in Kolumbien, dem Leid der Betroffenen und ihren Widerstandshandlungen sowie den Narben, die der Konflikt im Land hinterlassen hat. Er hat auch die Gräueltaten bewaffneter Akteure dokumentiert, darunter Verbrechen gegen die Menschlichkeit, Völkermord und Umweltkatastrophen.
Im Jahr 2000 wurde er an einer Strassensperre von der Guerillas der ELN entführt und zwei Tage lang festgehalten.
Seine Arbeit wurde mit zahlreichen Preisen ausgezeichnet. Er gewann dreimal den Simón-Bolívar-Preis für Journalismus. 2006 erhielt er den Preis der Caritas Schweiz und auch den CPJ International Press Freedom Awards des Komitees zum Schutz von Journalisten. Der Ausschuss der CPJ hatte diesen Preis zuvor noch nie einem Fotojournalisten verliehen. 2008 stand er auf der Shortlist für den Pix Pictet.
Knapp 600 Bilder seines 25-jährigen Schaffens sind im Frühjahr 2019 in einer Ausstellung mit dem bezeichnenden Namen Testigo, „Zeuge“ im Claustro de San Agustín in Bogotá zu sehen.